# Liste der Einträge im National Register of Historic Places im Taylor County (Wisconsin)

Lage des Taylor County in Wisconsin

Die Liste der Einträge im National Register of Historic Places im Taylor County in Wisconsin führt alle Bauwerke und historischen Stätten im Taylor County auf, die in das National Register of Historic Places aufgenommen wurden.

## Legende
| NRHP | Historic Place    |
| HD   | Historic District |

## Aktuelle Einträge
| [ 2 ] | Name                                     | Bild                                     | Eintragsdatum        | Lage                                                                       | Ort               | Beschreibung |
| ----- | ---------------------------------------- | ---------------------------------------- | -------------------- | -------------------------------------------------------------------------- | ----------------- | --- |
| 1     | J. W. Benn Building                      | J. W. Benn Building                      | 1983 ID-Nr. 83004320 | 202-204 South Main Street 45° 8′ 14″ N, 90° 20′ 37″ W                      | Medford           | 1912 im Beaux-Arts-Stil errichtetes Postamt; seit den 1930er Jahren Bäckerei; heute weiterhin als Geschäftshaus genutzt |
| 2     | Big Indian Farms                         | Big Indian Farms                         | 1988 ID-Nr. 87001827 | Adresse nicht veröffentlicht                                               | Perkinstown       | |
| 3     | McKinley Town Hall                       | McKinley Town Hall                       | 1974 ID-Nr. 74000127 | River Street Ecke Bridge Drive 45° 21′ 7″ N, 90° 48′ 10″ W                 | Jump River        | 1915 im Stil der Prairie Houses errichtetes Rathaus                                                                     |
| 4     | Medford Free Public Library              | Medford Free Public Library              | 1993 ID-Nr. 93000259 | 104 East Perkins Street 45° 8′ 2″ N, 90° 20′ 30″ W                         | Medford           | 1916 im Stil der Prairie Houses errichtete Carnegie-Bibliothek                                                          |
| 5     | Medford Post Office                      | Medford Post Office                      | 2000 ID-Nr. 00001244 | 304 South Main Street 45° 8′ 11″ N, 90° 20′ 36″ W                          | Medford           | 1937 im Colonial Revival genannten Baustil errichtetes Postamt; heute als Geschäftshaus genutzt                         |
| 6     | Mondeaux Dam Recreation Area             | Mondeaux Dam Recreation Area             | 1984 ID-Nr. 84003784 | Abgegrenzt durch Mondeaux River und Forest Road 45° 20′ 1″ N, 90° 27′ 3″ W | Town of Westboro  | Von 1936 bis 1938 im Zuge des New Deal angelegter Stausee mit Erholungsgebiet                                           |
| 7     | Saint Ann's Catholic Church and Cemetery | Saint Ann's Catholic Church and Cemetery | 1995 ID-Nr. 95001455 | W3963 Brehm Avenue 45° 16′ 50″ N, 90° 15′ 2″ W                             | Town of Greenwood | 1888 im neugotischen Stil errichtete katholische Kirche                                                                 |
| 8     | Taylor County Courthouse                 | Taylor County Courthouse                 | 1980 ID-Nr. 80000198 | 224 South 2nd Street 45° 8′ 15″ N, 90° 20′ 31″ W                           | Medford           | 1913 im neoklassizistischen Stil errichtetes Justiz- und Verwaltungsgebäude des Taylor County                           |